# トロンプ級軽巡洋艦
| トロンプ級軽巡洋艦                                  | トロンプ級軽巡洋艦 |
| --------------------------------------------------- | --- |
| 戦時のトロンプ                                      | |
| 艦級概観                                            | |
| 艦種                                                | 軽巡洋艦 |
| 艦名                                                | 海軍の偉人 |
| 前級                                                | デ・ロイテル |
| 次級                                                | デ・ロイテル級 (2代) |
| 性能諸元 （括弧内はヤコブ・ヴァン・ヘームスケルク） | |
| 排水量                                              | 基準：3,350トン 満載：4,020トン |
| 全長                                                | 131.95m |
| 全幅                                                | 12.43m |
| 吃水                                                | 4.32m |
| 機関                                                | ヤーロー重油専焼三胴缶4基＋パーソンズ・ギヤードタービン2基2軸推進 |
| 最大出力                                            | 56,000hp |
| 最大速力                                            | 32.5ノット（公試時：33.7ノット） |
| 航続距離                                            | 12ノット/6,800海里 |
| 乗員                                                | 295～380名(420名) |
| 兵装                                                | Marks 11 15cm（50口径）速射砲連装3基 1936年型ボフォース4cm（60口径）機関砲4門（後8門） 12.7mm機銃連装2丁 53.3cm水上三連装魚雷発射管2基 (10.2cm(45口径)連装高角砲5基 ヴィッカース QF 2ポンド砲4門 イスパノ・スイザ2cm機銃4丁） |
| 装甲                                                | 舷側装甲：15mm（水線面主装甲）、20～30mm（シタデル) 甲板：25mm(主装甲)、15mm（上甲板) 主砲塔：25mm（前盾）、12mm（側盾）、-mm（天蓋） バーベット部：50mm 司令塔：30mm                                                         |
| 艦載機                                              | 1機（なし） |

トロンプ級軽巡洋艦 (Tromp class cruiser) は「デ・ロイテル」 (De Ruyter) に引き続き、オランダ海軍が第二次世界大戦前に東インド植民地艦隊向けに竣工させた軽巡洋艦である。嚮導艦として計画され、当初設計案では2500トン級の駆逐艦であったものが拡大された。比較的高速で魚雷発射管も有する強武装だったが、軽装甲である。一番艦「トロンプ」は第二次世界大戦前に竣工したのに対して、二番艦「ヤコブ・ヴァン・ヘームスケルク」はドイツ軍の侵攻のため艤装半ばにしてオランダ本国を脱出し、イギリス式の武装を搭載して就役したために姉妹で武装が大きく異なる。一番艦はオランダ領東インドに回航されて日本軍と交戦しており、二番艦は大西洋やインド洋で作戦行動している。両艦とも戦争を生き残り、第二次世界大戦終結後も使用された。

## 艦形について
艦形状は典型的な長船首楼型船体で、艦首形状はクリッパー・バウを採用している。本来の設計での上部構造物の配置は、艦首から順に連装主砲塔を背負い式に2基、その後方に箱型の艦橋、煙突、航空甲板、後部測距儀、後ろ向きに連装主砲塔1基となっている。煙突の後方の航空甲板には門型のデリックポストが立っており、水上機の吊り降ろし用のデリックが設置されている。水上機射出用のカタパルトは装備されていない。

## 武装

### トロンプの主砲
トロンプの主砲は新設計の「1938年型Marks 11 15cm（50口径）砲」を採用した。スウェーデンのボフォース社設計のこの砲は自由装填方式を採用しており、どの角度からでも装填が出来た。仰角は対空戦闘を考慮され最大60度から－10度までであった。旋回角度は艦首方向を零度として左右共に150度に旋回でき、動力は電動、非常用に人力が選択出来た。揚弾薬機は電動式である。重量46.7kgの徹甲弾を仰角45度で最大射程27,400mまで飛ばせた。

### ヤコブ・ヴァン・ヘームスケルクの主砲

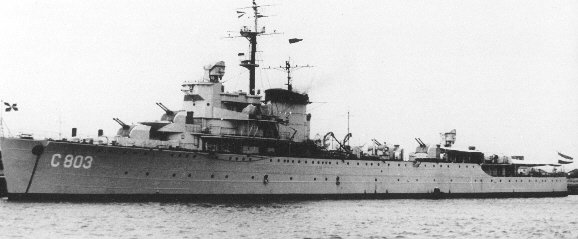
ヤコブ・ヴァン・ヘームスケルク

ヤコブ・ヴァン・ヘームスケルクはイギリスで完工させた折に主砲に「Mark V 10.2cm(45口径)高角砲」を採用している。14.6kgの砲弾を仰角44度で15,020m、最大仰角80度で9,450mの高度まで到達できた。単装砲架は左右方向に180度旋回でき、俯仰は仰角80度、俯角5度で発射速度は毎分10～15発だった。これを連装砲架で5基10門を搭載した。

### その他備砲、雷装
他に、対空砲として同じくボフォース社の「1936年型4cm（56口径）機関砲」を採用したのは両艦ともに同一である。この砲は重量2.1kgの機関砲弾を高度10,180 m先まで飛ばす事が出来た。
また、53.3cm水上三連装魚雷発射管を船体中央部に2基装備した。

## 機関
ボイラーはヤーロー式重油専焼三胴水管缶4基でパーソンズ式ギヤードタービン2基と組み合わせて機関出力56,000馬力、速力32.5ノットを達成した（公試時は33.7ノット）。燃料は満載1,300トンで12ノット/6,800海里の航続性能を得た。